# حسين عبده
حسين عبده خليل حمزة (24 أغسطس 1949 - 6 أغسطس 2022)، المستشار ورئيس هيئة قضايا الدولة السابق  ورئيس سابق لنادي أسوان الرياضي من مواليد قرية أبريم التابعة لمركز ومدينة نصر النوبة محافظة أسوان، بتاريخ 24 أغسطس 1949، حاصل على ليسانس الحقوق من جامعة عين شمس دور مايو عام 1972 بتقدير عام جيد.

## الحياة العملية
التحق المستشار حسين عبده خليل للعمل بهيئة قضايا الدولة عام 1973 ثم :
- تدرج وظيفياً في وظيفة مندوب مساعد بالهيئة بموجب قرار رئيس الجمهورية رقم 349 لسنة 1973 الصادر في 22 مارس 1973.
- تم ترقيته إلى درجة مندوب بالهيئة بموجب قرار رئيس الجمهورية رقم 106 لسنة 1975 اعتبارا من 22 يناير 1975.
- ثم رُقى إلى درجة محام بالهيئة بموجب قرار رئيس الجمهورية رقم 212 لسنة 1976 اعتبارا من 23 فبراير 1976.
- ثم تم ترقيته إلى درجة نائب بالهيئة بموجب قرار رئيس الجمهورية رقم 436 لسنة 1978 اعتبارا من 29 أغسطس 1978.
- كما رُقى المستشار حسين حمزة إلى درجة مستشار مساعد من الفئة ب بالهيئة بموجب قرار رئيس الجمهورية رقم 366 لسنة 1982 اعتبارا من 22 يونيو 1982.
- ثم ترقى إلى درجة مستشار مساعد من الفئة أ بالهيئة بموجب قرار رئيس الجمهورية رقم 317 لسنة 1986 اعتبارا من 26 يونيو 1986.
- ورُقى إلى درجة مستشار بالهيئة بموجب قرار رئيس الجمهورية رقم 269 لسنة 1990 اعتبارا من 2 إبريل 1990.
- ثم رقى إلى درجة وكيل بالهيئة بموجب قرار رئيس الجمهورية رقم 261 لسنة 1995 اعتبارا من 29 يونيو 1995.
- ثم تم ترقيته إلى درجة نائب رئيس هيئة قضايا الدولة بالهيئة بموجب قرار رئيس الجمهورية رقم 229 لسنة 1996 اعتبارا من 29 يونيو 1996.
- في 3 ديسمبر 1996 صدر قرار من رئيس هيئة قضايا الدولة بتعينه رئيسا لفرع الهيئة بأسوان.
- ثم في 19 نوفمبر 2002 قام المستشار رئيس مجلس إدارة نادى هيئة قضايا الدولة الرياضى بمخاطبته وإحاطته بأنه تم تعيينه عضوا شرفيا بمجلس إدارة نادى مستشارى هيئة قضايا الدولة الرياضى.
- ثم في 21 نوفمبر 2002 أصدر وزير العدل قرار بندبه لتدريس مادة القانون بالجامعة العمالية فرع أسوان خلال العام الدراسى 2002/2003.
- وفي 4 مايو 2006 خاطب محافظ أسوان رئيس هيئة قضايا الدولة لندبه للعمل كمستشار قانونى للمحافظة.
- في 3 يوليو 2014 أصدر رئيس هيئة قضايا الدولة قراراً بتعيينه رئيسا لقطاع جنوب الصعيد، والذي يضم فروع أسوان والأقصر وقنا والغردقة.
- ثم 1 يناير 2016 تم الحاقه بعضوية مجلس التأديب بالهيئة.
- وفي 1 أغسطس 2016 تم إلحاقه بعضوية المجلس الأعلى للهيئة، وهي أرقى وأرفع المناصب بالهيئة.
- وفي 1 يوليو 2017 تم اختيارة من قبل رئيس الجمهورية ليصبح رئيسا لقضايا الدولة حتي انتهاء فترة رئاسته في 24 أغسطس 2019.

## محطات مختلفة
تولى المستشار حسين حمزة العديد من المناصب، حيث وافقت اللجنة الثلاثية المشكلة بقرار المجلس الأعلى للهيئات القضائية على ندبه لتدريس شعبة الشئون القانونية بمدرسة الثانوية التجارية بنين بأسوان في 27 مارس 1985، وفي 10 ديسمبر 1985 صدر قرار وزير العدل رقم 5568 لسنة 1985 بندبه للعمل كمستشار قانوني للوحدة المحلية لمركز ومدينة أبو سمبل السياحية بمحافظة أسوان لمدة عام بالإضافة إلى عمله.

## رئاسة نادي أسوان الرياضي
في 25 فبراير 2012 أصدر الدكتور عماد البناني رئيس المجلس القومى للرياضة والذي يعادل في الفترة الحالية وزير الشباب والرياضة قراراً بتعيينه رئيسا لنادي أسوان الرياضى بجانب عمله بهيئة قضايا الدولة، وفي 9 يونيو 2012 أصدر وزير الرياضة قراراً بتجديد الثقة في مجلس إدارة نادي أسوان الرياضى، وتم تمديد مدة المجلس حتى انعقاد الجمعية العمومية العادية للنادى في مارس عام 2014.

## رئاسة هيئة قضايا الدولة
في أبريل 2017 نشرت الجريدة الرسمية، تصديق الرئيس عبد الفتاح السيسي على تعديلات قوانين «الهيئات القضائية» بعد موافقة مجلس النواب  وهي القوانين رقم: 13 لسنة 2017 بشأن تعديل بعض أحكام قانونين هيئة النيابة الإدارية الصادر بالقانون رقم 117 لسنة 1958، مجلس الدولة الصادر بالقانون رقم 47 لسنة 1972، وهيئة قضايا الدولة الصادر بالقانون رقم 75 لسنة 1963 فيما يخص طريقة اختيار رئيسهم. حيث يعين رئيس الهيئة بقرار من رئيس الجمهورية من بين ثلاثة من نوابه، يرشحهم المجلس الأعلي للهيئة من بين أقدم سبعة من نواب رئيس الهيئة، بدلًا من نظام الأقدمية الذي كان معمولًا به. لمدة أربع سنوات أو المدة الباقية حتي بلوغه سن التقاعد أيهما أقرب ولمرة واحدة طوال مدة عمله.
في ضوء ذلك في مايو 2017 استقر المجلس الأعلى لهيئة قضايا الدولة، على ترشيح أقدم ثلاثة مستشارين من نواب رئيس الهيئة إلى رئاسة الجمهورية لاختيار أحدهم لرئاستها، بدءًا من أول يوليو 2017. وقرر المجلس ترشيح المستشارين الثلاثة وهم: محمد ماضي، ومنير مصطفى، وحسين عبده خليل باعتبارهم أقدم الأعضاء بين مستشاري هيئة قضايا الدولة.
ثم وقع اختيار رئيس الجمهورية، على المستشار حسين عبده خليل نائب رئيس الهيئة لتولي رئاستها خلفا للمستشار علي سكر، رئيس الهيئة السابق الذي أحيل للتقاعد لبلوغه السن القانونية للمعاش والمحددة قانونا بـ 70 عاما، حيث أدى حسين عبده اليمين الدستورية أمام الرئيس عبد الفتاح السيسي في يوليو 2017 بجانب كلا من المستشار مجدى محمود كرئيس لمحكمة النقض ورئيسًا لمجلس القضاء الأعلى والمستشارة رشيدة محمد أنور فتح الله كرئيسة لهيئة النيابة الإدارية.

## الأشراف علي قضايا مثيرة
في عام 2011 أثناء رئاسته لفرع هيئة قضايا الدولة بأسوان، تولى الإشراف على العديد من القضايا الهامة أهمها القضية المعروفة إعلامياً باسم قضية المريناب حيث أصدرت هيئة قضايا الدولة بأسوان في ذلك الوقت، بيانا قالت فيه: إن مبنى الماريناب المتنازع عليه منزل وليس كنيسة.

## وفاته
توفي عن عمر يناهز 71 عامًا، أثناء استعداده لأداء صلاة العشاء داخل مسجد الرضوان بمحافظة أسوان.

## وصلات خارجية
- الموقع الرسمي لهيئة قضايا الدولة
- سعادة في أسوان لأداء «عبده» اليمين رئيسا لهيئة قضايا الدولة
- بالصور.. نادي أسوان يكرم رئيسه السابق لتعينه رئيسا لهيئة قضايا الدولة
- محافظ أسوان يكرم رئيس هيئة قضايا الدولة الجديد | صور
- بالصور..ننشر السيرة الذاتية لرئيس هيئة قضايا الدولة الجديد
- رئيس هيئة قضايا الدولة: تعيين 6 سيدات بمناصب قيادية يخضع لمعايير الكفاءة
- وزير الأوقاف يستقبل رئيس هيئة قضايا الدولة وأمين عام الهيئة
- رئيس هيئة قضايا الدولة: سأسعى لتحقيق العدالة الناجزة
- رئيس هيئة قضايا الدولة: موظفون مرتشون يمتنعون عن تنفيذ أحكام لصالح الحكومة (حوار)